# 婦女權益促進發展基金會
婦女權益促進發展基金會（英語：Foundation of Women’s Rights Promotion and Development，簡稱婦權基金會，英文縮寫FWRPD），由中華民國行政院各部會首長、學者專家及民間團體代表組成，由行政院婦女權益促進委員會決議責成內政部捐資新臺幣10億元所建立之基金會，1998年9月24日成立，使攸關婦女權益的各項政策決議能通過跨部會跨領域研議並執行。婦權基金會是中華民國推行性別主流化重要的非營利組織，2008年3月8日受行政院委託辦理台灣國家婦女館。
婦權基金會在性別主流化及性別平等發展方面做過研究，亦提供相關訓練、婦女群體和企業家的聯誼活動、參與如UN及APEC和性別議題相關的會議。

## 組織架構
- 財團法人婦女權益促進發展基金會
- 董事長（衛生福利部部長兼任）
- 董事會
  - 行政院代表1人
  - 內政部部長
  - 教育部部長
  - 法務部部長
  - 外交部部長
  - 衛生福利部首長
  - 勞動部部長
  - 原住民族委員會主任委員
  - 社會專業人士6人
  - 婦女團體代表5人
- 監察會
  - 財政部部長
  - 行政院主計總處主計長
  - 社會公正人士1人
- 執行長（衛生福利部社會及家庭署署長兼任）
  - 副執行長（專任）
    - 網絡平臺
    - 研究發展
    - 組織培力
    - 資訊行政

## 設立背景
由於台灣被長期孤立於國際官方組織之外，性別主流化相關政策創制腳步較晚。1997年5月6日，行政院成立任務編組「行政院婦女權益促進委員會」（以下稱「行政院婦權會」），負責性別政策之倡議與監督。1997年7月，行政院婦權會委員會議決議，以新臺幣10億元成立「行政院國家婦女人身安全基金」。1998年9月24日，內政部出資新台幣10億元成立婦權基金會，其董事成員不少為行政院婦權會委員，因此婦權基金會兼具民間與官方色彩，是在內政部社會司之外、行政院婦權會下的主要幕僚支援單位。
2003年3月由婦權基金會召開的「性別主流化：2003國際婦女論壇會議」是台灣公開討論性別主流化議題的開始。行政院婦權會的民間委員積極推動，使一連串的性別主流化相關政策措施遍及行政院38個部會及其附屬單位；性別學者專家與民間婦女團體也透過此性別主流化過程，取得進入體制內影響政策的機會。
婦權基金會舉辦「性別主流化：2003國際婦女論壇會議」後，內政部也在2003年10月及11月分別在台灣北、中、南、東四區舉辦性別主流化工作坊，為行政院推動性別主流化之開始。與此同時，台灣民間婦女團體也以性別主流化與國際接軌，以催生行政院性別平等會，性別主流化逐漸成為台灣民間與官方的主要政策詞彙。

## 性別影響評估
和行政院婦權會一起，婦女權益促進發展基金會開啟了關於台灣性別影響評估的政策及執行討論，為台灣性別影響評估歷史的開始。
2004年到2005年，受內政部補助，婦權基金會辦理「APEC性別議題93年度至94年度工作計劃」，而其中發展評估指標的工作納於93年度工作計劃內容中。婦權基金會參考APEC性別整合諮詢小組（AGGI）制定出的「性別評估指標」、「一分鐘簡介性別相關參考依據」及「APEC方案提議表格之性別相關參考依據檢視清單」，和行政院婦權會及北美事務協調委員會研商出「性別評估指標」（草案），該草案經行政院婦權會決議改名為「性別影響評估」。
2007年1月開始，行政院各部會的新計劃，都必須辦理「性別影響評估」並交行政院研究發展考核委員會彙整；然而由於「邊做邊學」的情況和文官希望有標準作業程序的期待有出入，招到批評與抱怨。因此2007年，行政院決議將暫停已實施兩季的性別影響評估，並由婦權基金會剛成立的「性別主流化支援小組」相關委員與學者專家以2008年上半年的時間研擬較為仔細的《性別影響評估操作指南》。
《性別影響評估操作指南》初稿於2008年9月出版後，婦權基金會挑選了6個部會進行試辦，期待修改得更成熟的操作指南、於2009年恢復全面實施性別影響評估。

## 外部連結
- 婦女權益促進發展基金會 官方網站《婦女聯合網站》 （页面存档备份，存于）
- 台灣婦權基金會的X（前Twitter）
- 辣台妹聊性別的Facebook專頁
- 家政．豐盛與甘甜的Facebook專頁
- 新女力創業加速器的Facebook專頁
- YouTube上的婦權基金會頻道